# Marino Lejarreta
Marino Lejarreta Arrizabalaga (Berriz, 14 maggio 1957) è un dirigente sportivo ed ex ciclista su strada spagnolo di origine basca.
Professionista dal 1979 al 1992, vinse una Vuelta a España e tre Clásica San Sebastián (record). Ha un fratello maggiore, Ismael, anch'egli corridore professionista negli anni ottanta.

## Carriera
Professionista dal 1979 al 1992, le sue doti da grimpeur gli permisero di cogliere numerosi successi e piazzamenti. Nel 1982 vinse la Vuelta a España, corsa in cui giunse secondo e si ritrovò vincitore dopo la squalifica per doping di Ángel Arroyo. L'anno seguente si classificò al secondo posto alle spalle del francese Bernard Hinault, ma riuscì ad aggiudicarsi tre tappe con arrivo in salita.
Le sue capacità di scalatore gli valsero successi anche al Giro d'Italia e al Tour de France, in brevi corse a tappe come la Vuelta a Catalunya o la Vuelta a Burgos, in prove contro il tempo come la Escalada a Montjuïc, oltre che in classiche come il Giro dell'Appennino o la Clásica de San Sebastián, gara che fece sua per tre volte. Al suo attivo anche un quinto posto ai campionati del mondo su strada in linea del 1982.

## Palmarès
- 1980 (Teka, quattro vittorie)

Classifica generale Volta Ciclista a Catalunya
1ª prova Escalada a Montjuïc
Classifica finale Escalada a Montjuïc
3ª tappa Vuelta a Asturias
- 1981 (Teka, cinque vittorie)

Subida al Naranco
Classica di San Sebastián
Prueba Villafranca de Ordizia
Circuito de Getxo
2ª tappa Tour du Tarn
- 1982 (Teka, dodici vittorie)

Classica di San Sebastián
4ª tappa Vuelta a Cantabria
Classifica generale Vuelta a Cantabria
4ª tappa Vuelta a Castilla
Classifica generale Vuelta a Castilla
Classifica generale Vuelta a La Rioja
Subida a Arrate
17ª tappa Vuelta a España (San Fernando de Henares > Navacerrada)
Classifica generale Vuelta a España
1ª prova Escalada a Montjuïc
2ª prova Escalada a Montjuïc
Classifica finale Escalada a Montjuïc
- 1983 (Alfa Lum, sette vittorie)

Giro dell'Appennino
6ª tappa Vuelta a España (La Pobla de Lillet > Vielha e Mijaran)
8ª tappa Vuelta a España (Sabiñánigo > Balneario de Panticosa, cronometro)
13ª tappa Vuelta a España (Aguilar de Campoo > Lagos de Covadonga)
1ª prova Escalada a Montjuïc
2ª prova Escalada a Montjuïc
Classifica finale Escalada a Montjuïc
- 1984 (Alfa Lum, due vittorie)

19ª tappa Giro d'Italia (Merano > Selva di Val Gardena)
Subida al Txitxarro
- 1985 (Alpilatte, una vittoria)

Classifica generale Vuelta Ciclista a Osorno
- 1986 (SEAT-Orbea, tre vittorie)

Subida al Naranco
Classifica generale Vuelta a Burgos
8ª tappa Vuelta a España (Oviedo > Naranco, cronometro)
- 1987 (Caja Rural, quattro vittorie)

Classifica generale Euskal Bizikleta
4ª tappa Vuelta a Burgos
Classifica generale Vuelta a Burgos
Classica di San Sebastián
- 1988 (Caja Rural, otto vittorie)

Subida a Urkiola
Prologo Vuelta Burgos (cronometro)
Classifica generale Vuelta Burgos
Prueba Villafranca de Ordizia
Classifica generale Vuelta a Galicia
1ª prova Escalada a Montjuïc
2ª prova Escalada a Montjuïc
Classifica finale Escalada a Montjuïc
- 1989 (Caja Rural, quattro vittorie)

Klasika Primavera
Prueba Villafranca de Ordizia
Classifica generale Volta a Catalunya
2ª tappa Vuelta a La Rioja
- 1990 (ONCE, sei vittorie)

2ª tappa Vuelta Burgos
Classifica generale Vuelta Burgos
13ª tappa Tour de France (Le Puy-en-Velay > Millau)
Classifica generale Vuelta a Galicia
1ª prova Escalada a Montjuïc
Classifica finale Escalada a Montjuïc
- 1991 (ONCE, una vittoria)

5ª tappa Giro d'Italia (Sorrento > Scanno)
- 1992 (ONCE, una vittoria)

Subida al Txitxarro

### Altri successi
- 1980 (Teka)

Classifica scalatori Volta Ciclista a Catalunya
Classifica combinata Volta Ciclista a Catalunya
- 1981 (Teka)

Classifica scalatori Volta Ciclista a Catalunya
- 1983 (Alfa Lum)

Classifica a punti Vuelta a España
- 1987 (Caja Rural)

Classifica regolarità Euskal Bizikleta
- 1988 (Caja Rural)

Classifica regolarità Vuelta Burgos

## Piazzamenti

### Grandi Giri
- Giro d'Italia

1983: 6º
1984: 4º
1985: 5º
1987: 4º
1989: 10º
1990: 7º
1991: 5º
- Tour de France

1981: 35º
1982: 37º
1986: 18º
1987: 10º
1988: 16º
1989: 5º
1990: 5º
1991: 53º
- Vuelta a España

1979: 30º
1980: 5º
1982: vincitore
1983: 2º
1984: ritirato (17ª tappa)
1986: 5º
1987: 34º
1988: ritirato (10ª tappa)
1989: 20º
1990: 55º
1991: 3º

### Classiche monumento
- Milano-Sanremo

1983: 111º
1984: 55º
1985: 33º
1987: 114º
1988: 29º
1989: 65º
1991: 133º
1992: 146º
- Liegi-Bastogne-Liegi

1987: 24º
1990: 42º
1991: 7º
- Giro di Lombardia

1983: 11º
1984: 34º
1985: squalificato
1988: 3º
1989: 30º
1990: 8º

### Competizioni mondiali
- Campionato del mondo

Sallanches 1980 - In linea: ritirato
Praga 1981 - In linea: 15º
Goodwood 1982 - In linea: 5º
Altenrhein 1983 - In linea: 25º
Barcellona 1984 - In linea: 13º
Giavera del Montello 1985 - In linea: 57º
Colorado Springs 1986 - In linea: 56º
Villach 1987 - In linea: 38º
Ronse 1988 - In linea: 74º
Chambery 1989 - In linea: 11º
Utsunomiya 1990 - In linea: 21º
Stoccarda 1991 - In linea: 49º